# Пахомов, Владимир Петрович
Владимир Петрович Пахомов — советский хозяйственный, государственный и политический деятель, Герой Социалистического Труда.

## Биография
Родился в 1907 году в Черемхове. Член КПСС.
С 1922 года — на хозяйственной, общественной и политической работе. В 1922—1971 гг. — коногон, забойщик на шахте Черемховского бассейна, слесарь местного механического завода, помощник главного механика, начальник подземного транспорта, парторг на шахте, заведующий шахты им. Кирова, заведующий шахты № 1, начальник шахты им. Кирова, управляющий трестом «Кировуголь», управляющий трестом «Черемховуголь» комбината «Востсибуголь» Министерства угольной промышленности СССР.
Указом Президиума Верховного Совета СССР от 29 июня 1966 года присвоено звание Героя Социалистического Труда с вручением ордена Ленина и золотой медали «Серп и Молот».
Умер в Черемхове в 1976 году.